# Coppa Agostoni 2014
La Coppa Agostoni 2014, sessantottesima edizione della corsa e valida come evento dell'UCI Europe Tour 2014 categoria 1.1, si svolse il 17 settembre 2014 su un percorso di 199,6 km. La vittoria fu appannaggio dell'italiano Niccolò Bonifazio, il quale completò il percorso in 4h27'21", precedendo lo sloveno Grega Bole ed il connazionale Simone Ponzi.
Sul traguardo di Lissone 62 ciclisti portarono a termine la competizione

## Squadre e corridori partecipanti
| N.      | Cod. | Squadra                      |
| ------- | ---- | ---------------------------- |
| 1-8     | ITA  | Italia                       |
| 11-18   | AUS  | Australia                    |
| 21-28   | AST  | Astana Pro Team              |
| 31-38   | LAM  | Lampre-Merida                |
| 41-48   | CAN  | Cannondale                   |
| 51-58   | AND  | Androni Giocattoli-Venezuela |
| 61-68   | NRI  | Neri Sottoli                 |
| 71-78   | BAR  | Bardiani-CSF                 |
| 81-88   | COL  | Colombia                     |
| 91-98   | RVL  | RusVelo                      |
| 101-108 | MTN  | MTN-Qhubeka                  |
| 111-118 | TSV  | Topsport Vlaanderen-Baloise  |
| 121-128 | CJR  | Caja Rural-Seguros RGA       |
| 131-138 | WGG  | Wanty-Groupe Gobert          |

| N.      | Cod. | Squadra                      |
| ------- | ---- | ---------------------------- |
| 141-148 | CCC  | CCC Polsat-Polkowice         |
| 151-158 | TNE  | Team NetApp-Endura           |
| 161-168 | BSE  | Bretagne-Séché Environnement |
| 171-176 | TIK  | Itera-Katusha                |
| 181-186 | IDE  | Team Idea                    |
| 191-196 | AZT  | Area Zero Pro Team           |
| 201-206 | MGK  | MG Kvis-Trevigiani           |
| 211-216 | VHS  | Vega-Hotsand                 |
| 221-226 | CEF  | Nankang-Fondriest            |
| 231-236 | MAE  | Marchiol-Emisfero            |
| 241-246 | VFN  | Vini Fantini-Nippo           |
| 251-256 | AMO  | Amore & Vita-Selle SMP       |
| 261-266 | MKT  | Meridiana-Kamen Team         |

## Ordine d'arrivo (Top 10)
| Pos. | Corridore            | Squadra       | Tempo    |
| ---- | -------------------- | ------------- | -------- |
| 1    | Niccolò Bonifazio    | Lampre-Merida | 4h27'21" |
| 2    | Grega Bole           | Vini Fantini  | s.t.     |
| 3    | Simone Ponzi         | Neri Sottoli  | s.t.     |
| 4    | Enrico Battaglin     | Bardiani-CSF  | s.t.     |
| 5    | Andrea Fedi          | Neri Sottoli  | s.t.     |
| 6    | Andrea Piechele      | Bardiani-CSF  | s.t.     |
| 7    | Sergej Lagutin       | RusVelo       | s.t.     |
| 8    | Davide Mucelli       | Meridiana     | s.t.     |
| 9    | Miguel Ángel Rubiano | Colombia      | s.t.     |
| 10   | Thomas Sprengers     | Topsport      | s.t.     |